# Gebäude auf dem Sand

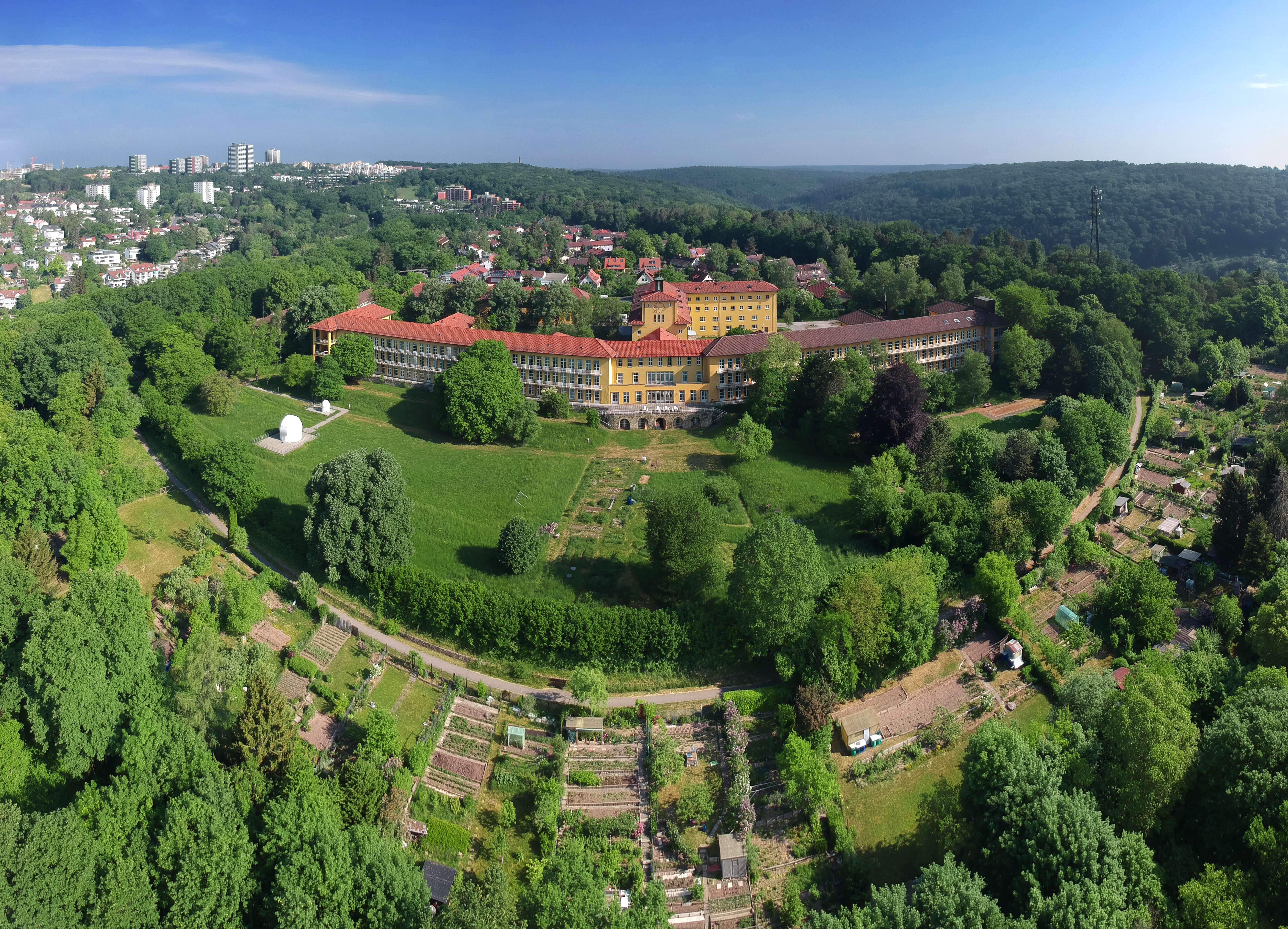
Gebäude auf dem Sand aus der Luft

Die Gebäude auf dem Sand in Tübingen wurden ursprünglich als Standortlazarett gebaut. Heute werden sie größtenteils von der Eberhard Karls Universität Tübingen genutzt.

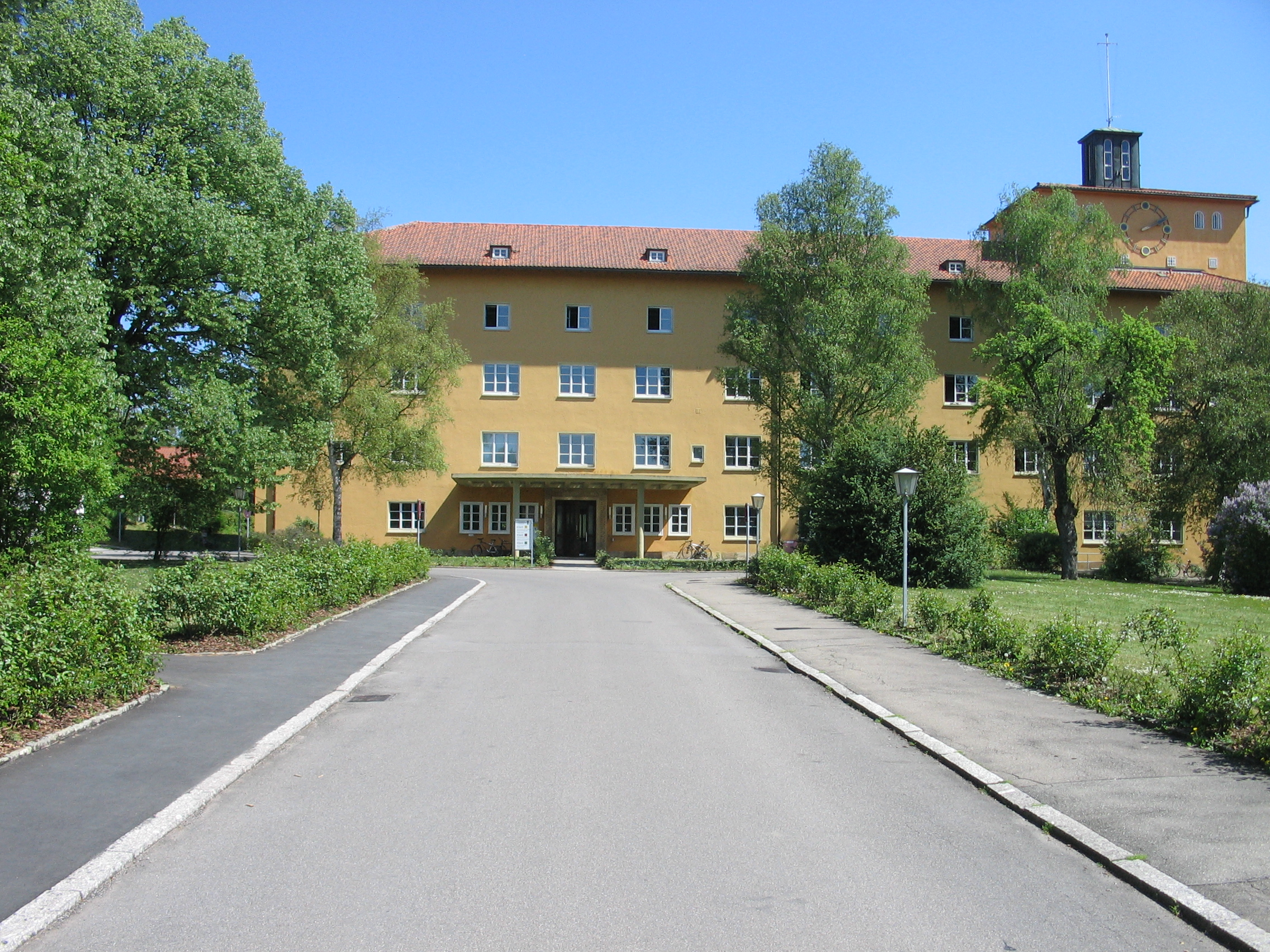
Gebäude auf dem Sand

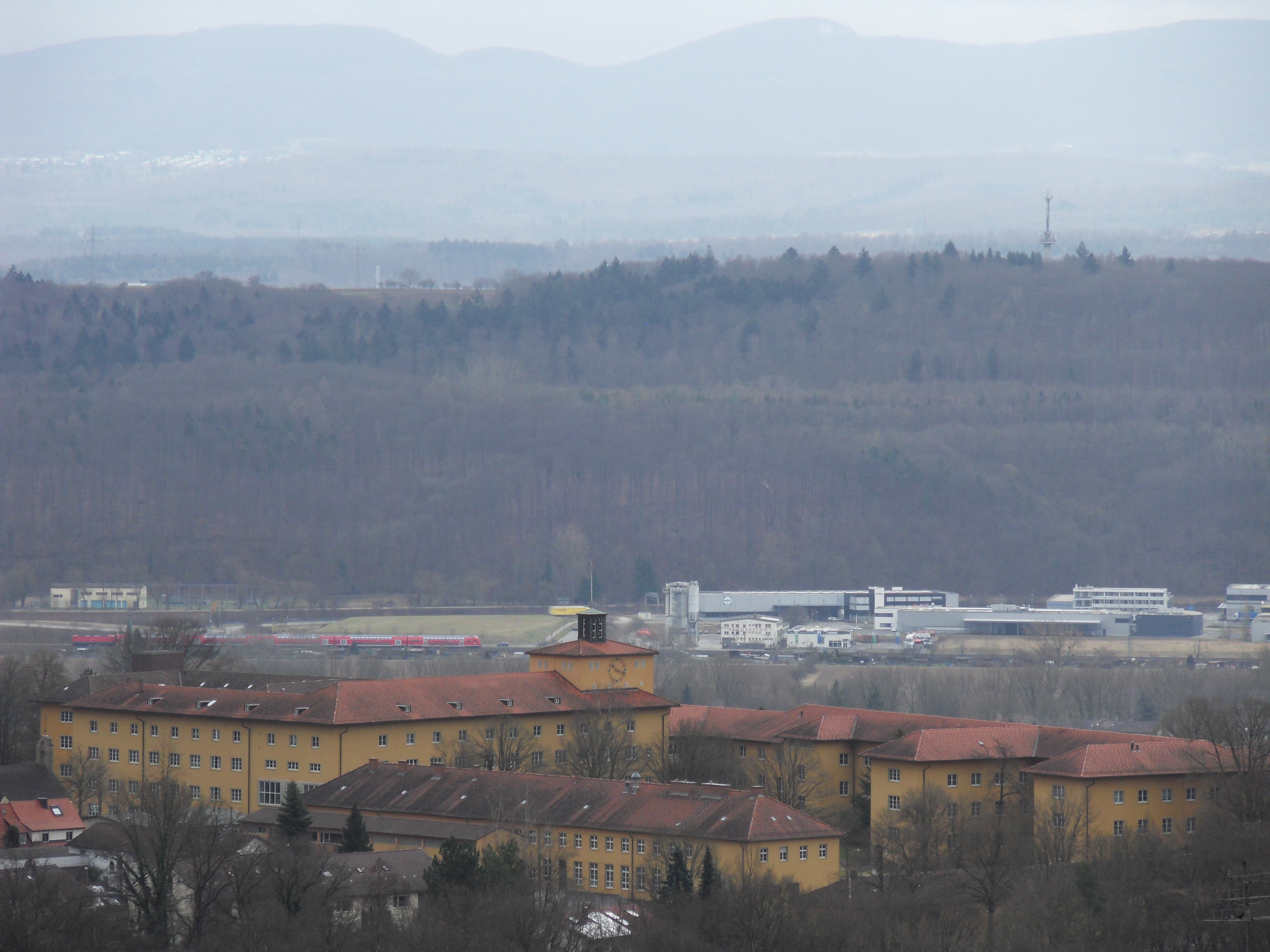
Die Gebäude auf dem Sand mit Blick auf die Schwäbische Alb.

## Geschichte
Die Gebäude wurden ab 1935 als Standortlazarett für die deutsche Wehrmacht geplant und gebaut. Von 1945 bis 1982 dienten sie als französisches Versorgungslazarett, danach bis 1986 als Reservelazarett der deutschen Bundeswehr. Von 1986 bis 1990 dienten sie verschiedenen Aufgaben und wurden 1990 der Universität Tübingen zur Verfügung gestellt.

### Standortlazarett

Die ursprüngliche Nutzung der Gebäude

Nach dem Erlass des „Gesetzes zum Aufbau der Wehrmacht“ von 1935 wurde ein Standortlazarett in Tübingen geplant, zunächst als Anbau an das damals als Kaserne bereits vorhandene Standortlazarett Mathildenstraße 2. Auf Vorschlag des Oberbürgermeisters Adolf Scheef entschied sich das Oberkommando des Heeres 1936 für einen Neubau des Lazaretts mit 200 Betten auf dem Sand statt eines Anbaus in einem eng bewohnten Gebiet, weshalb vier Architekten zu einem Realisierungsentwurf aufgefordert wurden. Letztendlich wurde der Entwurf des Architekten Hans Herkommer aus Stuttgart ausgewählt.
Vor Baubeginn standen auf dem Höhenrücken des Sand, der knapp 300 m breit und 90 m über der Talsohle gelegen ist, nur Obstbäume. Das Gebäude sollte bewusst im Stadt- und Landschaftsbild als Großbau erscheinen und einen schönen Ausblick haben. Im Zuge der Bauplanung führte die Stadt Tübingen Enteignungen durch. Im April 1937 begann die Erschließung des Geländes, die Fertigstellung des Gebäudes sowie Übergabe und Einweihung erfolgten am 19. Februar 1940.
Zu Beginn des Krieges wurde das Standortlazarett zur Versorgung Verwundeter aus dem Frankreichfeldzug genutzt. Gegen Ende des Krieges musste die 200-Betten-Klinik Platz für 700 Patienten bieten.

### Krankenhaus
Nach dem Zweiten Weltkrieg besetzten die Franzosen das Lazarett und verwendeten es unter dem Namen „Émile Roux“ als Militärhospital (Mitbegründer des Institut Pasteur, Diphtherieserum). Der Ostflügel wurde als Hirnverletzten-Rehabilitationszentrum für Erwachsene genutzt (Versorgungskrankenhaus). Die 70 Betten des Rehabilitationszentrums waren, bis zur Schließung 1986, meist vollständig belegt, weswegen der VdK sich des Öfteren für eine Erweiterung aussprach. Im Jahr 1972 wurde im Nordflügel ein Gymnastiksaal eingerichtet, der auch von der deutschen Klinik benutzt werden durfte. Drei Jahre später, 1975, gab es Pläne für ein deutsch-französisches Hirnverletztenkrankenhaus, die jedoch schnell wieder verworfen wurden.
Am 1. September 1982 zogen die Franzosen nach Schließung des „Emile Roux“ ab. Überraschend zog das Verteidigungskommando 54 in die nun leerstehenden Räume ein, benötigte jedoch anfangs nur die Hälfte des Platzes. Das Versorgungskrankenhaus konnte mangels der nötigen Mittel keine weiteren Räume beziehen, die Universität Tübingen hatte zwar Interesse, jedoch scheiterten die Pläne an zu hohen Miet- und Instandsetzungskosten.
So plante die Bundeswehr die Einrichtung eines Reservelazaretts mit 2000 Betten und setzte diese Pläne trotz heftiger Demonstrationen der Tübinger Bevölkerung Mitte 1983 in die Tat um. Ab 1984 plante die Regierung das Hirnverletztenkrankenhaus aufgrund der finanziellen Lage zu schließen. Hierauf gab es heftige politische Diskussionen und besonders der VdK und die Tübinger Ärzteinitiative gegen den Krieg setzten sich für den Fortbestand des Krankenhauses ein. Obwohl der Westflügel und der Mitteltrakt des Gebäudekomplexes so gut wie leerstanden, kam es zu keinem Ausbau des Krankenhauses.
Die Landesregierung beschloss am 24. Januar 1985, das Krankenhaus am 31. Dezember 1986 zu schließen, woraufhin es erneut zu vielen Diskussionen kam, bis der Landtag am 27. März 1985 die Schließung beschloss.
Die Universität hatte diesmal kein Interesse, da ein „zu hoher emotionaler Wert und zu geringer Wert der Bausubstanz“ bestünde.
Das DIFF (Deutsches Institut für Fernstudien) bewarb sich um den Mitteltrakt. Dieser wurde schon fast sicher zugesagt, als die Bundeswehr ihn schließlich 1985 für den weiteren Ausbau des Reservelazaretts zugesprochen bekam. Im Mai 1986 bekundete noch die Körperbehindertenförderung Neckar-Alb Interesse, das Krankenhaus zu übernehmen, der Ministerrat beschloss trotzdem im Juni 1986 die endgültige Schließung.
Da die Bundeswehr doch keinen weiteren Ausbau des Reservelazaretts benötigte, zog am 2. Februar 1987 eine Abteilung des CDI (Control Data Institut) in die leerstehenden Räume. Im Oktober 1989 wurde die ehemalige Totenkapelle in „Verkäufliche Baudenkmale zwischen Neckar und Bodensee“ als „Atelier und Büro“ angeboten zu einem Preis von 300.000 DM.
Zur Zeit der Wohnungsknappheit unter den Studenten im November 1989 fürchtete die Stadt eine Besetzung der leerstehenden Räume, da Forderungen nach neuen Wohnheimen, unter anderem auch in den Sand-Gebäuden, laut wurden. Wenig später wurde deshalb mit dem Bau neuer Wohnheime begonnen.

### Universitätsstandort
Im Jahr 1990 verließ das CDI den Sand wieder und das neu eingerichtete Wilhelm-Schickard-Institut zog teilweise in die ehemaligen Räume des CDI. 2001 und 2002 wurden weitere Räume der Bundeswehr frei, sodass die bisherigen Informatikstandorte Morgenstelle und Köstlinstraße ebenfalls auf den Sand ziehen konnten. Später zogen dann noch die Astronomie und zuletzt die Kriminologie ein.

## Architektur

### Kunstwerke
Wie in der NS-Zeit üblich, stand nicht nur die Funktionalität des Gebäudes im Vordergrund, sondern auch die künstlerische Gestaltung als Prunkbau, auf die großer Wert gelegt wurde, was z. B. die beiden nachfolgenden Zitate belegen:
- „Anständige Formung der Eingangshalle und die feine künstlerische Abwägung des ganzen Baukörpers ist erforderlich. Das Krankenhaus wird bei künstlerischer Gestaltung mit vielen anderen Bauwerken zusammen einstmals als Ausdruck des Stils der deutschen Wiedergeburt erscheinen.“ (Hermann Distel, 1939 in „Deutsche Bauzeitung“)
- „… und wenn der Großbau auf dem Sand in seiner Vollendung dasteht, dann wird nicht nur jeder einzelne Arbeiter mit Befriedigung auf das Werk blicken, sondern Tübingen, ja das ganze Land werden sich glücklich preisen, um ein solches monumentales Bauwerk reicher zu sein.“ (Oberfeldarzt Dr. Straub in einer Rede zum Richtfest)

### Eingangsportal

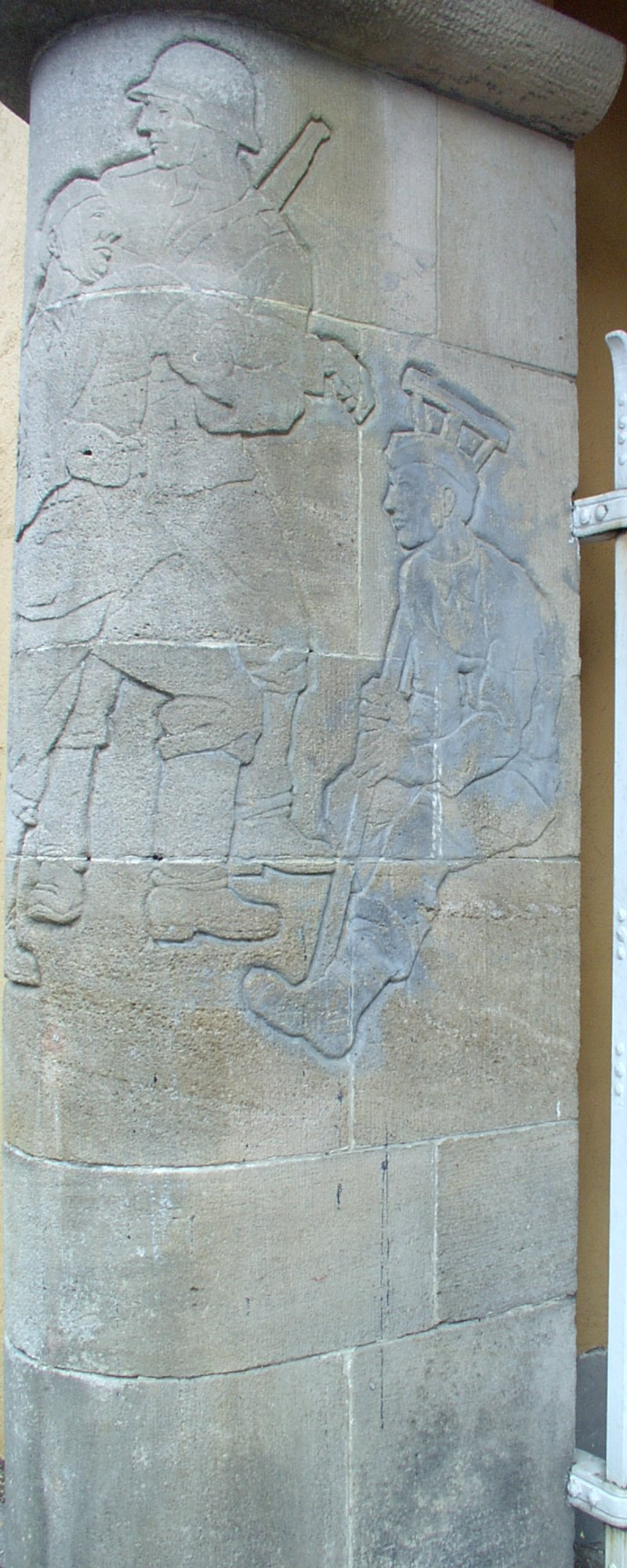
Eingangsportal links
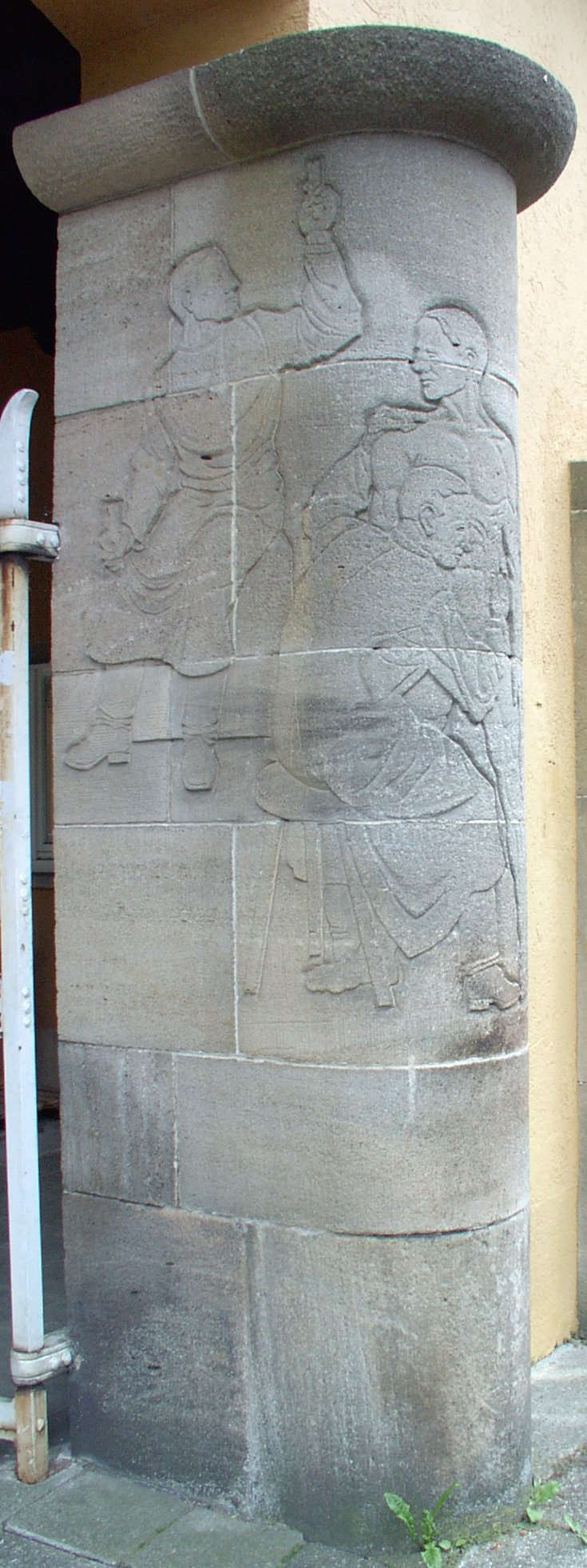
Eingangsportal rechts

Das Eingangsportal weist durch zwei 170 cm breite und 200 cm hohe Flachreliefs, die verwundete Soldaten und einen behandelnden Arzt darstellen, auf den ursprünglichen Verwendungszweck des Gebäudekomplexes hin. Durch die einfache Linienführung, die martialischen Gesichter und muskulösen Körper kommt der damalige Zeitgeist zum Ausdruck.

### Haupteingang
Die Stirnseite des Haupteingangs ist von einem ornamentartigen, symmetrischen Relief umgeben, das in seiner Mitte von der Äskulapschlange als Zeichen der Ärzte unterbrochen wird. Die Türeinfassung stellt links und rechts Männer auf dem Weg der Genesung dar, deren körperliche Leistungsfähigkeit durch sportliche Betätigung (Gymnastik, Speer- und Diskuswerfen) wiederhergestellt wird. Die Weinreben im Hintergrund weisen auf die Lage im Weinanbaugebiet Tübingen-Rottenburg hin.

Haupteingang
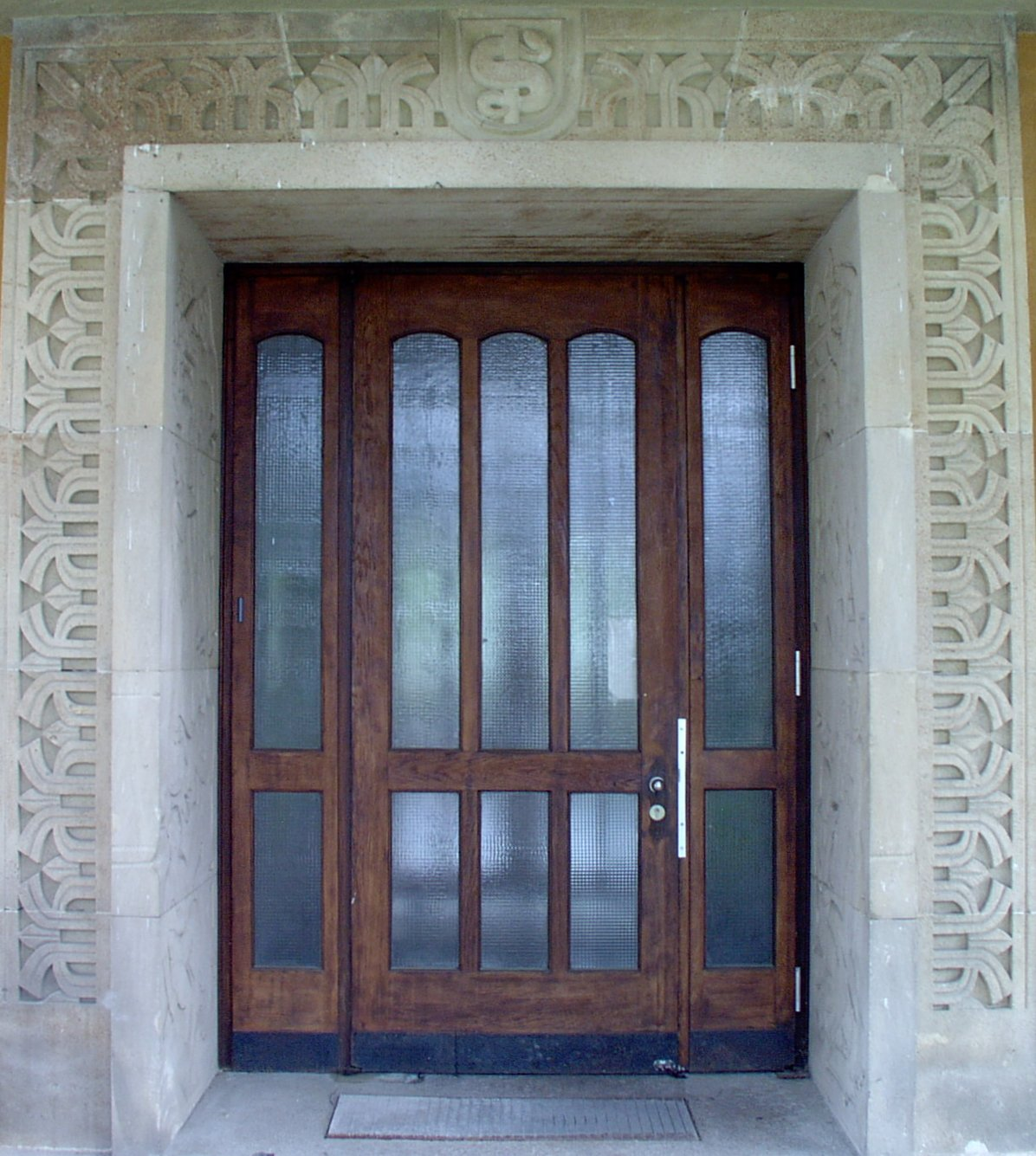
Frontal
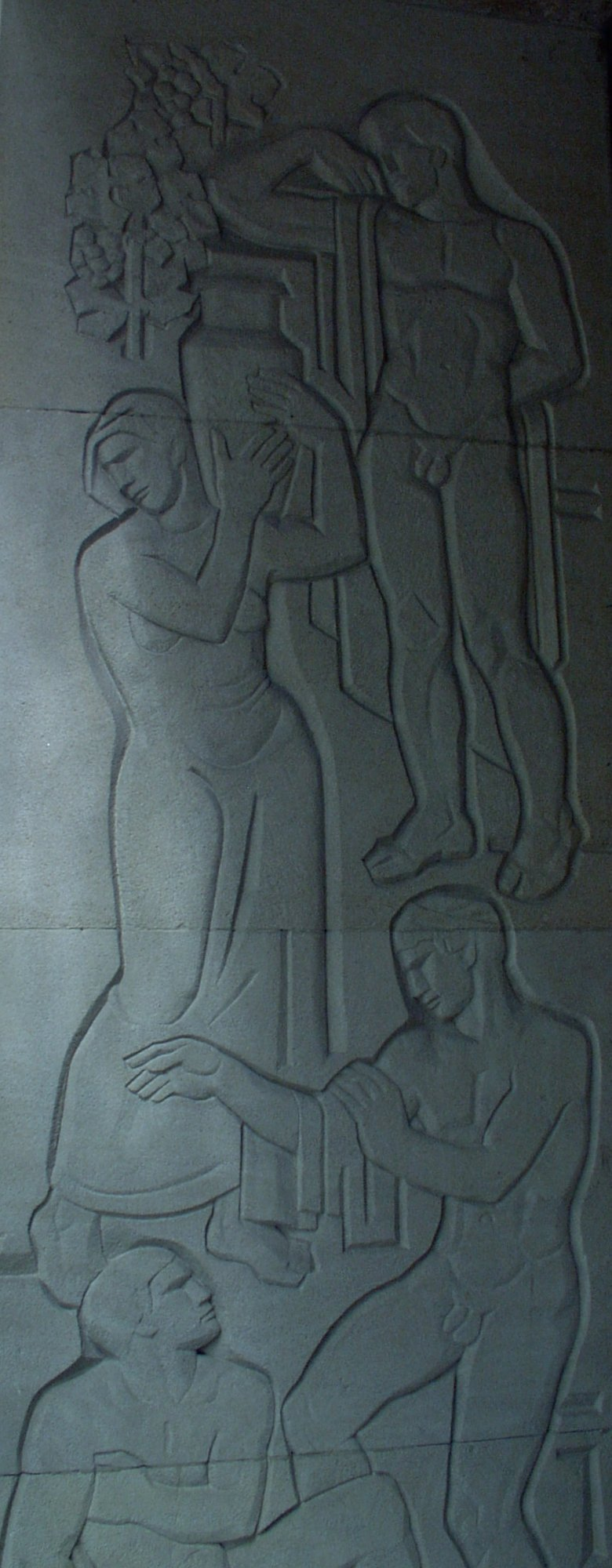
Linke Innenseite
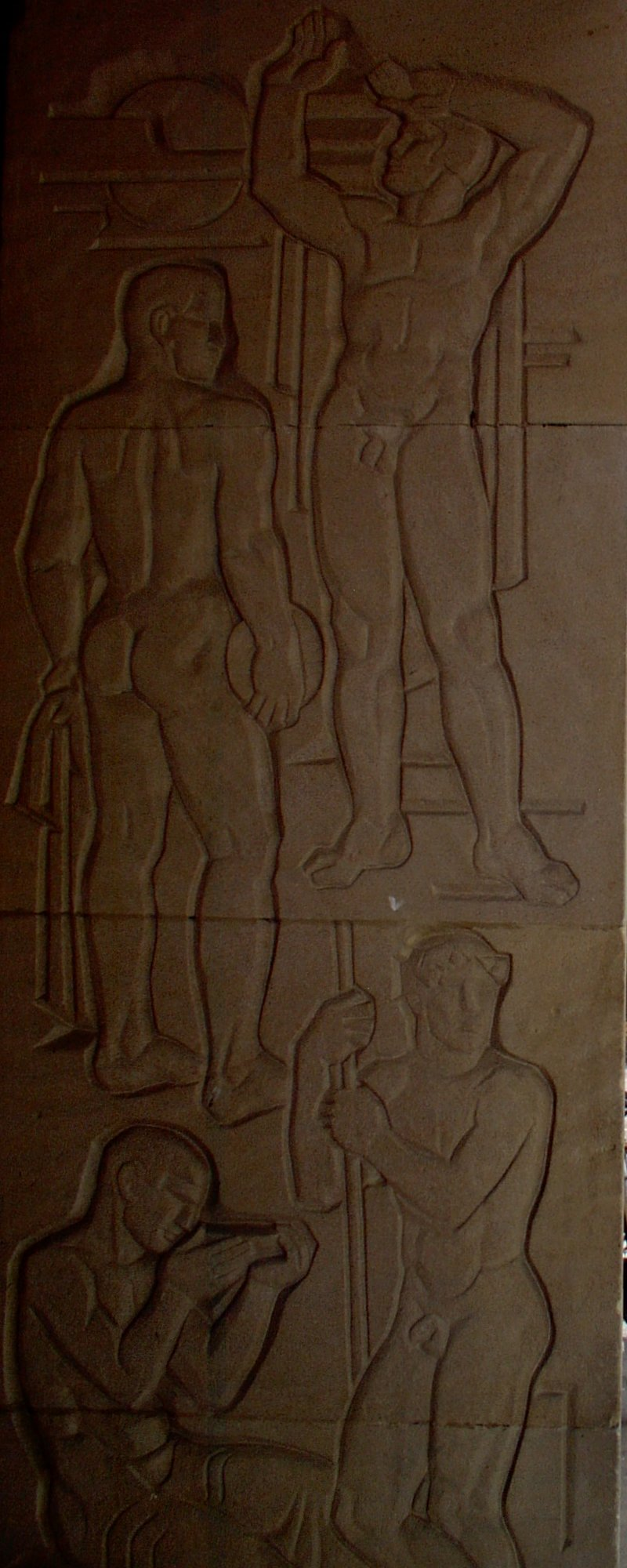
Rechte Innenseite

### Foyer, 1. Stock
Die Glasschleifereien stellen die Wappen der Landkreise Tübingen, Reutlingen, Böblingen und Horb dar. Ursprünglich waren die Fenster in der Eingangshalle (oder auch Ehrenhalle) angebracht. Sie sind jeweils 70 cm hoch und bestehen aus einem plexiglasähnlichen Material.

Glasschleifereien der Landkreise im Foyer, 1. Stock
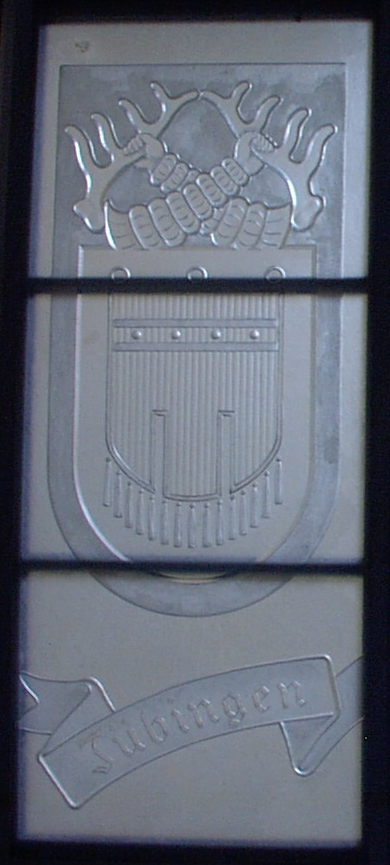
Tübingen
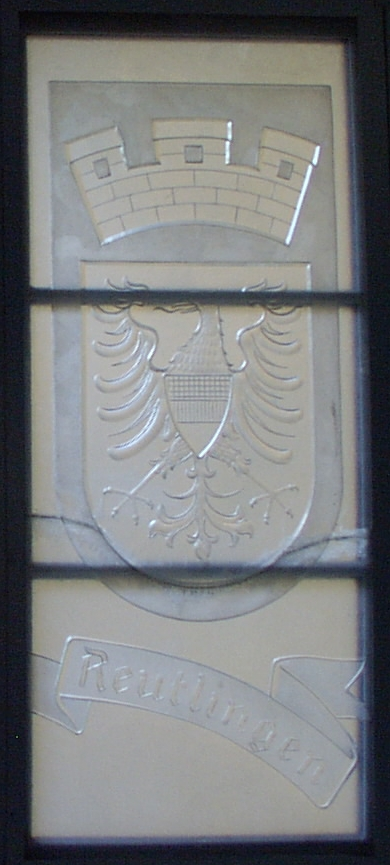
Reutlingen
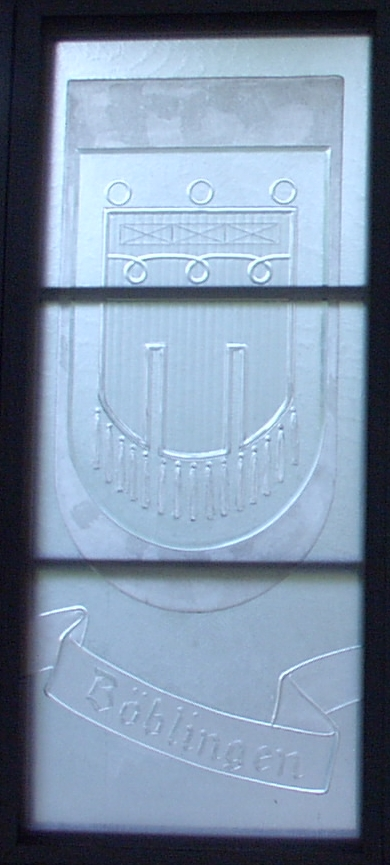
Böblingen
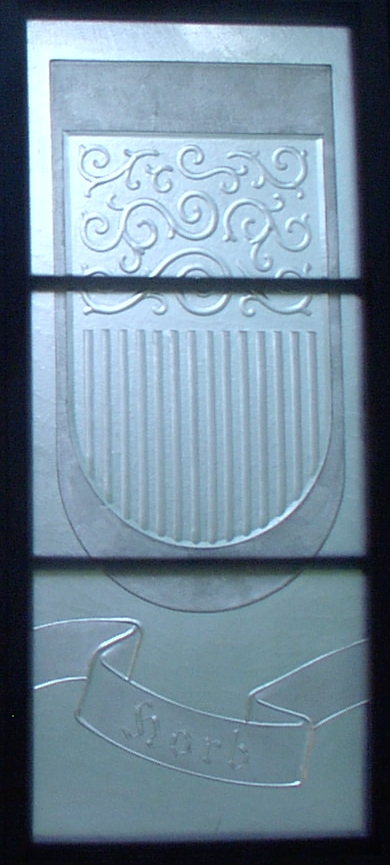
Horb

### Eingangshalle (Ehrenhalle)
Die Eingangshalle ist mit Stockbirger Marmor verkleidet und diente als Aushängeschild des Lazaretts. Früher stand dort eine schwarze Bronzebüste Adolf Hitlers und ein in Kupfer getriebenes Hoheitszeichen. An den Wänden, direkt unter der Decke steht die Inschrift:
„Im Glauben an Deutschland werden wir das Schicksal meistern. Wer sein Volk liebt, beweist es einzig durch die Opfer, die er für dieses zu bringen bereit ist.“
Im Rahmen der Grundsanierung des Gebäudes wurde die Inschrift dezent eingefärbt, so dass sie heute kaum noch sichtbar ist. Seit dem Frühjahr 2009 weist eine Informationstafel durch Beschluss des Senats der Universität Tübingen darauf hin, dass die Universität sich von den Gräueln der Nazizeit und der durch die Inschrift ausgedrückten Ideologie distanziert.

### Garten

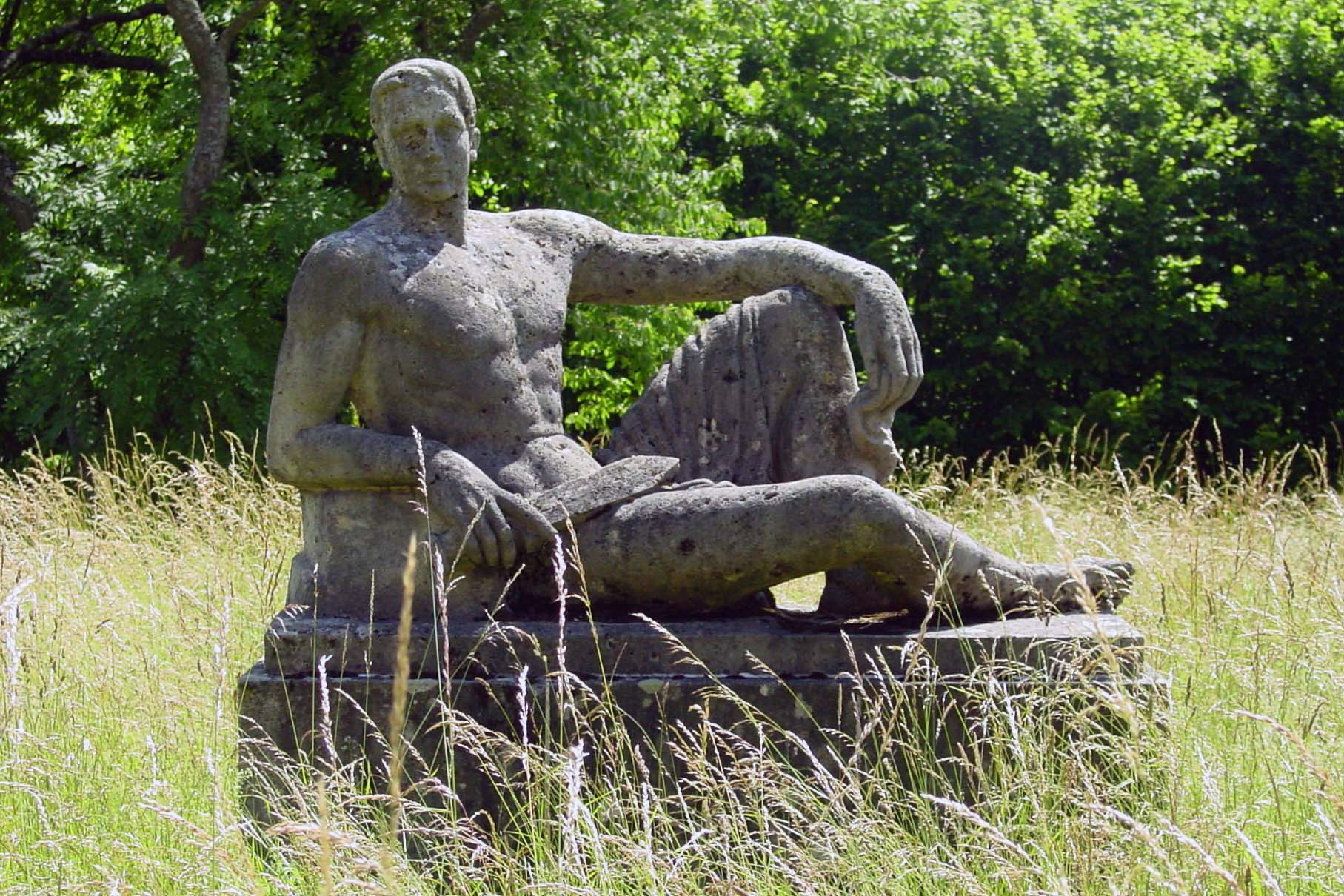
Plastik eines Kriegers

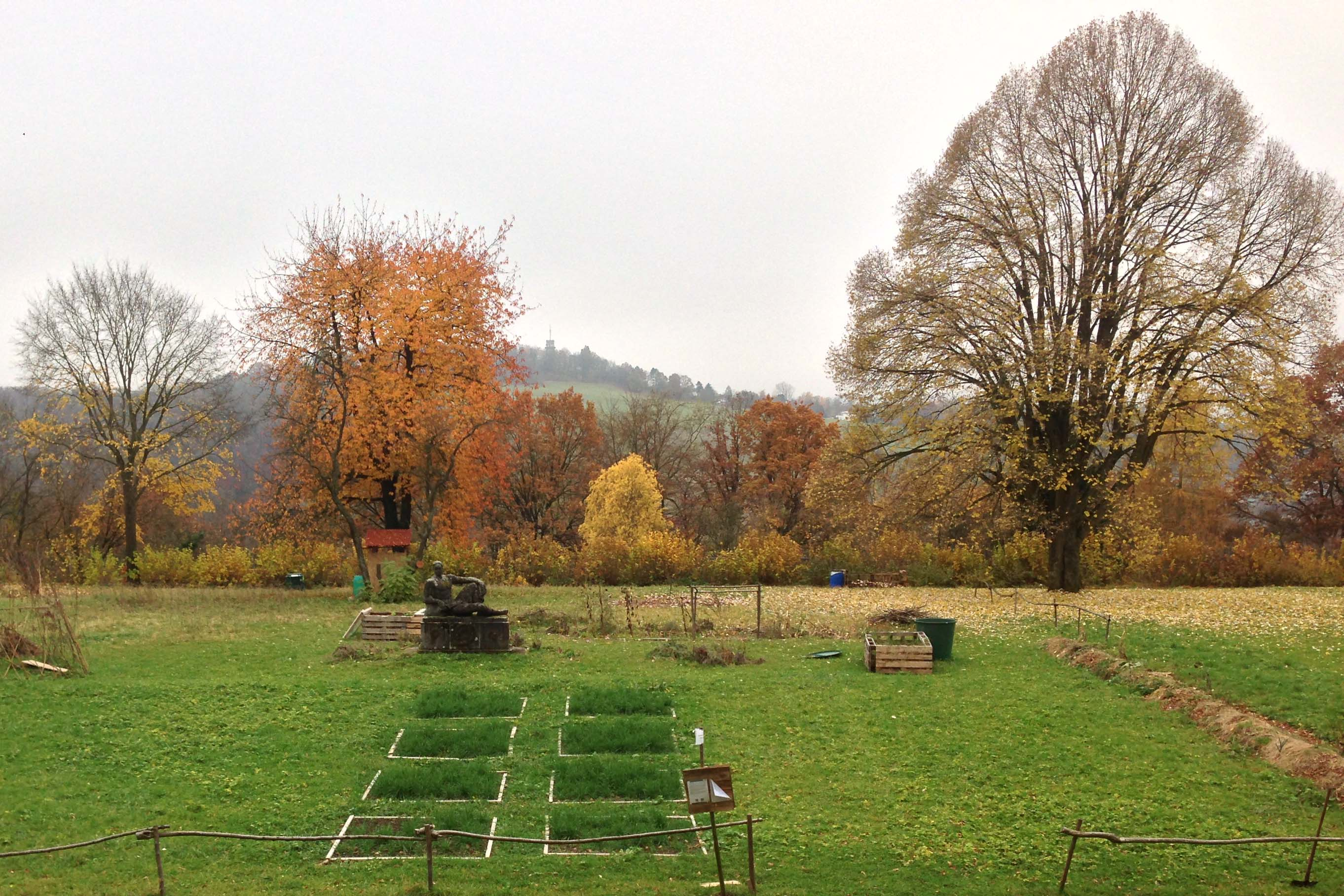
Biokohleprojekt auf dem Sand

Im Garten auf der Südseite findet sich die Plastik eines ruhenden Kriegers mit Schwert in Anlehnung an Abbildungen des verwundeten Achilles. Seit März 2012 wird ein Teil des Gartens für das studentische Projekt „Biokohle“ genutzt.